# جودو در المپیک تابستانی ۲۰۲۴
جودو یکی از ورزش‌های المپیک تابستانی ۲۰۲۴ است که از ۲۷ ژوئیه تا ۳ اوت برگزار شده است.
این مسابقات در سه بخش مردان، زنان و مختلط انجام می‌شود.

## نتایج

### جدول مدال‌ها
*   کشور میزبان (فرانسه)
| رتبه           | NOC              | طلا | نقره | برنز | مجموع |
| -------------- | ---------------- | --- | ---- | ---- | ----- |
| ۱              | ژاپن             | ۳   | ۲    | ۳    | ۸     |
| ۲              | فرانسه*          | ۲   | ۲    | ۶    | ۱۰    |
| ۳              | جمهوری آذربایجان | ۲   | ۰    | ۰    | ۲     |
| ۴              | گرجستان          | ۱   | ۲    | ۰    | ۳     |
| ۵              | برزیل            | ۱   | ۱    | ۲    | ۴     |
| ۶              | ازبکستان         | ۱   | ۰    | ۲    | ۳     |
| ۷              | قزاقستان         | ۱   | ۰    | ۱    | ۲     |
| ۸              | اسلوونی          | ۱   | ۰    | ۰    | ۱     |
| ۸              | ایتالیا          | ۱   | ۰    | ۰    | ۱     |
| ۸              | کانادا           | ۱   | ۰    | ۰    | ۱     |
| ۸              | کرواسی           | ۱   | ۰    | ۰    | ۱     |
| ۱۲             | کره جنوبی        | ۰   | ۲    | ۳    | ۵     |
| ۱۳             | اسرائیل          | ۰   | ۲    | ۱    | ۳     |
| ۱۴             | کوزوو            | ۰   | ۱    | ۱    | ۲     |
| ۱۵             | آلمان            | ۰   | ۱    | ۰    | ۱     |
| ۱۵             | مغولستان         | ۰   | ۱    | ۰    | ۱     |
| ۱۵             | مکزیک            | ۰   | ۱    | ۰    | ۱     |
| ۱۸             | تاجیکستان        | ۰   | ۰    | ۲    | ۲     |
| ۱۸             | مولداوی          | ۰   | ۰    | ۲    | ۲     |
| ۲۰             | اتریش            | ۰   | ۰    | ۱    | ۱     |
| ۲۰             | اسپانیا          | ۰   | ۰    | ۱    | ۱     |
| ۲۰             | بلژیک            | ۰   | ۰    | ۱    | ۱     |
| ۲۰             | سوئد             | ۰   | ۰    | ۱    | ۱     |
| ۲۰             | پرتغال           | ۰   | ۰    | ۱    | ۱     |
| ۲۰             | چین              | ۰   | ۰    | ۱    | ۱     |
| ۲۰             | یونان            | ۰   | ۰    | ۱    | ۱     |
| مجموع (۲۶ NOC) | مجموع (۲۶ NOC)   | ۱۵  | ۱۵   | ۳۰   | ۶۰    |

### مردان
| رویداد       | طلا                             | نقره                        | برنز                               |
| ۶۰ کیلوگرم   | یلدوس اسمتوف · قزاقستان         | لوکا مخیدزه · فرانسه        | ریوجو ناگایاما · ژاپن              |
| ۶۰ کیلوگرم   | یلدوس اسمتوف · قزاقستان         | لوکا مخیدزه · فرانسه        | فرانسیسکو گاریگوس · اسپانیا        |
| ۶۶ کیلوگرم   | هیفومی آبه · ژاپن               | ویلیان لیما · برزیل         | گوسمان گیرگیزبایف · قزاقستان       |
| ۶۶ کیلوگرم   | هیفومی آبه · ژاپن               | ویلیان لیما · برزیل         | دنیس ویرو · مولداوی                |
| ۷۳ کیلوگرم   | هدایت حیدروف · جمهوری آذربایجان | ژوان-بنژامن گابا · فرانسه   | عادل عثمانوف · مولداوی             |
| ۷۳ کیلوگرم   | هدایت حیدروف · جمهوری آذربایجان | ژوان-بنژامن گابا · فرانسه   | سویچی هاشیموتو · ژاپن              |
| ۸۱ کیلوگرم   | تاکانوری ناگاسه · ژاپن          | تاتو گریگالاشویلی · گرجستان | لی جون هوان · کره جنوبی            |
| ۸۱ کیلوگرم   | تاکانوری ناگاسه · ژاپن          | تاتو گریگالاشویلی · گرجستان | سامان محمدبکوف · تاجیکستان         |
| ۹۰ کیلوگرم   | لاشا بکائوری · گرجستان          | سانشیرو مورائو · ژاپن       | ماکسیم-گائل انگایاپ هامبو · فرانسه |
| ۹۰ کیلوگرم   | لاشا بکائوری · گرجستان          | سانشیرو مورائو · ژاپن       | تئودوروس سلیدیس · یونان            |
| ۱۰۰ کیلوگرم  | زلیم کوتسویف · جمهوری آذربایجان | ایلیا سولامانیدزه · گرجستان | پیتر پالتچیک · اسرائیل             |
| ۱۰۰ کیلوگرم  | زلیم کوتسویف · جمهوری آذربایجان | ایلیا سولامانیدزه · گرجستان | مظفربک توروبویف · ازبکستان         |
| ۱۰۰+ کیلوگرم | تدی رینر · فرانسه               | کیم مین جونگ · کره جنوبی    | تیمور رحیموف · تاجیکستان           |
| ۱۰۰+ کیلوگرم | تدی رینر · فرانسه               | کیم مین جونگ · کره جنوبی    | علی‌شیر یوسوپوف · ازبکستان          |

### زنان
| رویداد      | طلا                        | نقره                          | برنز                      |
| ۴۸ کیلوگرم  | ناتسومی سونودا · ژاپن      | باوودورجین باسانخو · مغولستان | شیرین بوکلی · فرانسه      |
| ۴۸ کیلوگرم  | ناتسومی سونودا · ژاپن      | باوودورجین باسانخو · مغولستان | تارا باب‌الفتح · سوئد      |
| ۵۲ کیلوگرم  | دیورا کلدیورووا · ازبکستان | دیستریا کراسنیچی · کوزوو      | لاریسا پیمنتا · برزیل     |
| ۵۲ کیلوگرم  | دیورا کلدیورووا · ازبکستان | دیستریا کراسنیچی · کوزوو      | آماندین بوشار · فرانسه    |
| ۵۷ کیلوگرم  | کریستا دگوچی · کانادا      | هو می می · کره جنوبی          | هاروکا فوناکوبو · ژاپن    |
| ۵۷ کیلوگرم  | کریستا دگوچی · کانادا      | هو می می · کره جنوبی          | سارا-لئونی سیزیک · فرانسه |
| ۶۳ کیلوگرم  | آندریا لشکی · اسلوونی      | پریسکا آویتی آلکاراس · مکزیک  | کلاریس اگبگننو · فرانسه   |
| ۶۳ کیلوگرم  | آندریا لشکی · اسلوونی      | پریسکا آویتی آلکاراس · مکزیک  | لائورا فازلیو · کوزوو     |
| ۷۰ کیلوگرم  | باربارا ماتیچ · کرواسی     | میریام بوتکرایت · آلمان       | میشائیلا پولورس · اتریش   |
| ۷۰ کیلوگرم  | باربارا ماتیچ · کرواسی     | میریام بوتکرایت · آلمان       | گابریلا ویلمس · بلژیک     |
| ۷۸ کیلوگرم  | الیچه بلاندی · ایتالیا     | اینبار لانیر · اسرائیل        | ما ژنژائو · چین           |
| ۷۸ کیلوگرم  | الیچه بلاندی · ایتالیا     | اینبار لانیر · اسرائیل        | پاتریسیا سامپایو · پرتغال |
| ۷۸+ کیلوگرم | بئاتریز سوزا · برزیل       | راز هرشکو · اسرائیل           | کیم ها یون · کره جنوبی    |
| ۷۸+ کیلوگرم | بئاتریز سوزا · برزیل       | راز هرشکو · اسرائیل           | رومان دیکو · فرانسه       |

### مختلط
| رویداد     | طلا | نقره | برنز |
| مختلط تیمی | فرانسه (۱۴) · شیرین بوکلی · ژوان-بنژامن گابا · آماندین بوشار · ولید خیار · سارا-لئونی سیزیک · لوکا مخیدزه · کلاریس اگبگننو · آلفا عمر جالو · ماری-او گیی · ماکسیم-گائل انگایاپ هامبو · رومان دیکو · اورلین دیس · مادلن مولونگا · تدی رینر | ژاپن (۱۴) · اوتا آبه · هیفومی آبه · هاروکا فوناکوبو · سویچی هاشیموتو · ناتسومی سونودا · ریوجو ناگایاما · ساکی نیزوئه · سانشیرو مورائو · میکو تاشیرو · تاکانوری ناگاسه · آرون وولف · ریکا تاکایاما · آکیرا سونه · تاتسورو سایتو | برزیل (۱۰) · دنیل کارگنین · لئوناردو گونسالوس · ویلیان لیما · رافائل ماسدو · گیلرمه شیمیچ · رافائل سیلوا · لاریسا پیمنتا · کتلین کوادروس · رافائلا سیلوا · بئاتریز سوزا |
| مختلط تیمی | فرانسه (۱۴) · شیرین بوکلی · ژوان-بنژامن گابا · آماندین بوشار · ولید خیار · سارا-لئونی سیزیک · لوکا مخیدزه · کلاریس اگبگننو · آلفا عمر جالو · ماری-او گیی · ماکسیم-گائل انگایاپ هامبو · رومان دیکو · اورلین دیس · مادلن مولونگا · تدی رینر | ژاپن (۱۴) · اوتا آبه · هیفومی آبه · هاروکا فوناکوبو · سویچی هاشیموتو · ناتسومی سونودا · ریوجو ناگایاما · ساکی نیزوئه · سانشیرو مورائو · میکو تاشیرو · تاکانوری ناگاسه · آرون وولف · ریکا تاکایاما · آکیرا سونه · تاتسورو سایتو | کره جنوبی (۱۱) · لی هه کیونگ · کیم وون جین · جونگ یه رین · آن باول · هو می می · کیم جی سو · لی جون هوان · هان جو یوپ · یون هیون جی · کیم ها یون · کیم مین جونگ          |